# Arctesthes kaikourensis
Arctesthes kaikourensis là một loài bướm đêm trong họ Geometridae.